# دافيد رويز
ديفيد أنطونيو أوتشوا بوساس (من مواليد 8 فبراير 2004)، المعروف باسم ديفيد رويز ، هو لاعب كرة قدم محترف يلعب كلاعب خط الوسط لنادي إنتر ميامي في الدوري الأمريكي لكرة القدم. ولد في الولايات المتحدة، ويلعب مع منتخب هندوراس.

## النشأة
ولد في ميامي, انتقل رويز لاحقا إلى هندوراس في سن الخامسة ، قبل أن يعود إلى الولايات المتحدة بعد ثلاث سنوات. لعب رويز كرة القدم للشباب مع نجوم ميامي يونايتد لمدة سبع سنوات. في عام 2021 ، انضم إلى أكاديمية إنتر ميامي.

## مسيرته الكروية
في عام 2021 ، بدأ رويز اللعب مع فورت لودرديل (أعيدت تسميته لاحقا إنتر ميامي الثاني) في الدوري الأمريكي الأول، في وقت لاحق ملس التالي برو. في 24 مارس 2023 ، انضم رويز إلى إنتر ميامي قائمة الفريق الأول على قرض قصير الأجل لمدة أربعة أيام. وقال انه جعل له ملس لاول مرة في اليوم التالي ، في ظهور بديل ضد شيكاغو فاير. في 21 أبريل ، وقع قرضا ثانيا قصير الأجل مع النادي, اللعب في مباراتهم ضد هيوستن دينامو. في أبريل 28, وقع رويز أ لاعب محلي عقد مع إنتر ميامي بالنسبة له للانضمام بهم دوري كرة القدم الفريق الأول على أساس دائم خلال موسم 2025 ، مع خيارات النادي لعامي 2026 و 2027. سجل هدفه الاحترافي الأول في 13 مايو وسجل تمريرة حاسمة ضد ثورة نيو إنجلاند، يتم طرده أيضا في المباراة ، بعد حصوله على بطاقة صفراء ثانية في الدقيقة 81. أصبح أصغر لاعب يسجل هدفا ومساعدة للنادي في 19 عاما و 95 يوما.